# Klorazepan
Klorazepan (klorazepat, łac. clorazepatum) – organiczny związek chemiczny z grupy benzodiazepin, pochodnych 1,4-benzodiazepiny. W formie soli dwupotasowej stosowany jako psychotropowy lek benzodiazepinowy o umiarkowanym działaniu przeciwlękowym, nasennym i uspokajającym.

## Działanie
Klorazepan działa przeciwlękowo, znosi uczucie zagrożenia, w większych dawkach uspokajająco i nasennie, ma także działanie przeciwdrgawkowe.
Sam klorazepan nie posiada działania biologicznego na OUN. Działa na zasadzie aktywnych metabolitów. W obecności tzw. kwasu solnego w żołądku klorazepan rozpada się szybko (ok. 30 min) do nordiazepamu, który jest jego aktywnym metabolitem dającym efekty działania, o czasie półtrwania podobnym do innych metabolitów diazepamu. Innym i ostatecznym metabolitem klorazepanu jest też oksazepam, wykazujący działanie nasenne.
Działanie aktywnego metabolitu klorazepanu – nordiazepamu, jest wyjątkowo długie z uwagi na powolny proces jego metabolizmu wątrobowego.

## Działania niepożądane
Lek może powodować uzależnienia. Po dłuższym przyjmowaniu nagłe odstawienie powoduje wystąpienie zespołu abstynencyjnego, który objawia się odbiciem działania leku, czyli niepokojem, drażliwością i zaburzeniami snu. Lek obniża sprawność psychofizyczną (pod wpływem leku nie wolno prowadzić pojazdów mechanicznych). Lek powoduje senność, uczucie znużenia, niepamięć następczą, zwłaszcza w większych dawkach.

## Przeciwwskazania
Leku nie wolno podawać pacjentom cierpiącym na jaskrę.
Pacjenci cierpiący na niewydolność wątroby, miastenię, zespół bezdechu sennego powinni powiadomić o tym lekarza przed rozpoczęciem kuracji. Nie jest zalecany u dzieci poniżej 12. roku życia.

## Zastosowania
Klorazepan stosuje się w stanach lęku, niepokoju, napięcia nerwowego, łagodzenia objawów odstawiennych w alkoholizmie, jako lek wspomagający (jednak o stosunkowo słabym działaniu przeciwdrgawkowym) w różnych postaciach padaczki. Jest także stosowany w leczeniu objawowym podczas detoksykacji opioidowej. W przypadkach bezsenności czy stanów lękowych, klorazepan powinien być stosowany tylko gdy objawy są uciążliwe i uniemożliwiają pacjentowi normalne funkcjonowanie.

## Interakcje
Leki przeciwhistaminowe, przeciwdepresyjne, psycholeptyczne, opioidowe leki przeciwbólowe oraz barbiturany, a także alkohol, sok grejpfrutowy i winogronowy, powodują nasilenie działania klorazepanu. Jednoczesne stosowanie klorazepanu z preparatami zawierającymi digoksynę może doprowadzić do nasilenia działania tej drugiej. Nie spożywać alkoholu podczas kuracji i do 3 dni po jej zakończeniu

## Dawkowanie
Dawka jest ustalana przez lekarza. Czas leczenia powinien być możliwie najkrótszy i nie powinien przekraczać 8 do 12 tygodni, wliczając w to okres zmniejszania dawki i odstawiania leku. Dawka terapeutyczna wynosi od 5 do 30 mg raz na dobę wieczorem, zaleca się rozpoczynać leczenie od najmniejszej dawki.

## Preparaty dostępne na polskim rynku
- Tranxene (Producent: Sanofi-Aventis)
  - Postać: kapsułki; dawka: 5 mg, 10 mg; opakowanie: 30 kapsułek
  - Postać: proszek i rozpuszczalnik do sporządzania roztworu do wstrzykiwań; dawka: 20 mg; opakowanie: 5 fiolek z proszkiem + 5 ampułek rozpuszczalnika 2 ml
- Cloranxen (Producent: Teva Pharmaceuticals Polska)
  - Postać: tabletki; dawka: 5 mg, 10 mg; opakowanie: 30 tabletek